# Microarthridion littorale
Microarthridion littorale är en kräftdjursart som först beskrevs av Poppe 1881.  Microarthridion littorale ingår i släktet Microarthridion och familjen Tachidiidae. Arten är reproducerande i Sverige. Inga underarter finns listade i Catalogue of Life.